# 山田権之助
山田 権之助（やまだ ごんのすけ、生年不詳 - 寛永15年2月28日（1638年4月12日））は島原の乱の一揆軍のひとりで副将・山田右衛門作の次男。
「天草四郎陣中旗」の左の天使のモデルだといわれる。
原城落城時に戦死、もしくは母と処刑されたと思われる。
| スタブアイコン | サブスタブ | この項目は、まだ閲覧者の調べものの参照としては役立たない、人物に関連した書きかけの項目です。この項目を加筆・訂正などしてくださる協力者を求めています（P:人物伝/PJ:人物伝）。 |